# Mirków (rejon łucki)
Mirków (ukr. Мирків) – wieś na Ukrainie w rejonie łuckim obwodu wołyńskiego.

## Historia
Pod koniec XIX w. wieś w gminie Podberezie w powiecie włodzimierskim.
Do 2020 w rejonie horochowskim. 